# Studiedienst
Een studiedienst is in België een afdeling van een politieke partij, waar men de partij en de politieke fracties ondersteunt met achtergrondkennis, netwerken, het organiseren van studie- en discussiebijeenkomsten, fora, enzovoort. Soms geeft men een wetenschappelijk tijdschrift uit. Ook andere middenveldorganisaties zoals vakbonden en ziekenfondsen hebben vaak een studiedienst.
Een studiedienst is vergelijkbaar met een wetenschappelijk bureau en het bureau van een fractie van een politieke partij in Nederland.